# Hélène Boullé
Pour les articles homonymes, voir Boullé.
Hélène Boullé (ou Hélène de Champlain après son mariage) née en 1600 à Paris et décédée le 20 décembre 1654 à Meaux (France), est fondatrice des Ursulines de Meaux.
Mariée à l'âge de 10 ans à l'explorateur Samuel de Champlain, elle accompagne son mari en Nouvelle-France en 1620. Insatisfaite des conditions de vie dans la colonie, elle retourne en France en 1624 et se consacre à la défense des intérêts de son époux. 
À la mort de l'explorateur en 1635, elle fait face à de difficiles problèmes de succession concernant les biens de son mari. L'affaire est finalement réglée quand elle renonce à ses droits acquis par contrat de mariage. 
En 1645, rejoignant les religieuses ursulines , elle prend le nom de religion: sœur Hélène de Saint-Augustin'. Entrée au couvent des Ursulines de Paris, elle quitte l'établissement quelques années plus tard pour aller fonder un autre couvent à Meaux. Elle meurt le 20 décembre 1654.

## Famille et naissance
Son père, Nicolas Boullé, est un membre important de la bourgeoisie parisienneet occupe différents postes au sein de l'administration royale dont celui de secrétaire du roi. Il se marie avec Marguerite Alix dans la tradition du protestantisme calviniste. De cette union naissent six enfants dont Hélène Boullé en 1598 à Paris.

## Enfance et formation
En 1610, à l’âge de 10 ans, on la marie à Samuel de Champlain à l’église parisienne de Saint-Germain-l’Auxerrois. La jeune enfant n’étant pas encore nubile, le contrat de mariage exige la séparation des époux durant deux années avant leur cohabitation. À l'âge de 14 ans, elle adhère de pleine foi au catholicisme.  
Champlain touche 4500 des 6000 livres promis en dot immédiatement après le mariage et s'engage à verser 1800 livres par année pour assurer le soutien de sa femme lorsqu'il serait hors de France. Selon les historiens qui se sont penchés sur le sujet, ni Samuel de Champlain ni Hélène Boullé n'auraient trouvé satisfaction dans ce mariage.

## Voyage en Nouvelle-France
En 1620, elle accompagne son mari en Nouvelle-France. Dans le cadre de cette visite, Champlain baptise l'île au sud-est de l'actuelle île de Montréal Sainte-Hélène en l'honneur de son épouse. L'explorateur étant très souvent retenu par ses devoirs de commandant, elle trouve satisfaction à côtoyer les autochtones. Se prenant d'intérêt pour ces derniers, elle étudie la langue algonquine de la vallée du Saint-Laurent de manière suffisante pour enseigner le catéchisme aux enfants amérindiens. La jeune femme n'étant restée à Québec que quatre ans (1620-1624), les historiens pensent qu'elle ne devait pas partager le même engouement que son mari pour la colonie. Les conditions matérielles difficiles pourraient expliquer son départ.

## Retour en France
En 1624, Hélène Boullé revient en France pour ne plus jamais revoir l'Amérique. Malgré la distance séparant le couple, elle continue à suivre par correspondances les actions de son mari au sein de la colonie. Au nom de Champlain, elle poursuit le marchand Guillaume de Caën dans le but de l'obliger à payer des émoluments à son époux. C'est aussi elle qui débourse 3000 livres au nom de son mari lorsque le cardinal de Richelieu demande à chaque actionnaire d'investir cette somme dans la Compagnie des Cent Associés. 
Le 25 décembre 1635, Champlain meurt subitement à Québec. Avisée seulement à la fin du mois d'août 1636 du décès de son mari, on l'informe du contenu du testament de l'explorateur et de la part d'héritage qui lui revient en tant que sa veuve. Entre-temps, un certain nombre de légataires dont la cousine du défunt et les Jésuites en profitent pour entamer des procédures devant les tribunaux dans le but d'avoir une part qu'ils jugent satisfaisante. Elle renonce finalement à ses droits acquis par contrat de mariage après 10 ans de contestation devant les instances judiciaires du royaume.

## Entrée chez les Ursulines et mort
Déjà du vivant de son époux elle forme le projet de devenir religieuse ursuline. En 1629, Hélène Boullé fait savoir à son mari qu'elle ne veut plus vivre en vie commune. Elle demande donc de se retirer dans un couvent, mais suivant le refus de Champlain, elle se détourne de ce dernier et se consacre entièrement à une vie de piété. 
Ce n'est qu'en novembre 1645, bien après la mort de son mari, qu'Hélène de Champlain entre au couvent des Ursulines de Paris, y prenant lors de ses vœux le nom de 'sœur Hélène de Saint-Augustin'. Quelques années plus tard, elle quitte le couvent du faubourg Saint-Jacques pour aller fonder un monastère à Meaux. Elle meurt le 20 décembre 1654 après huit jours de maladie.

## Hommages
L'île Sainte-Hélène est nommée par Samuel de Champlain en l'honneur de sa femme lors de son voyage dans la colonie en 1610.  
Plusieurs toponymes gardent vivante sa mémoire au Québec, notamment le pavillon Hélène-de-Champlain du parc Jean-Drapeau , une dizaine de rues, une place, une école à Montréal, une autre à Sherbrooke, deux lacs et un parc. 
Sur le plan culturel, l'écrivaine Nicole Fyfe-Martel a publié un roman historique en trois tomes intitulé Hélène de Champlain.